# 462 Broadway
462 Broadway (también conocido como International Culinary Center, Edificio Mills & Gibb, 120-132 Grand Street y 30 Crosby Street) es un edificio comercial en Broadway entre Crosby y Grand Streets en el barrio SoHo del Lower Manhattan, en Nueva York (Estados Unidos). Fue construido en hierro fundido al estilo renacentista francés. Tiene 6 pisos y mide 20 metros de altura.

## Historia

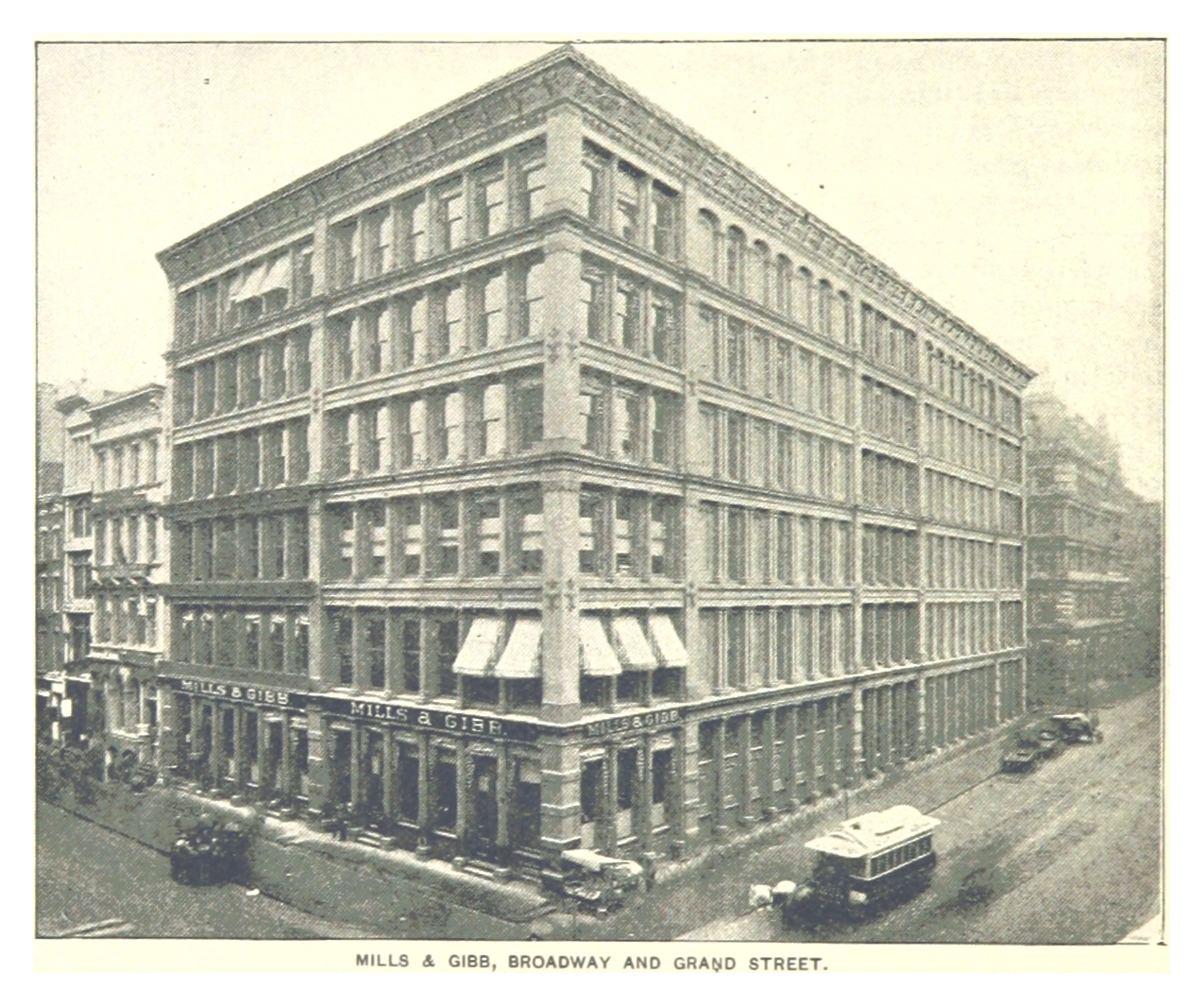
462 Broadway (1893)

En 1828 se erigió una elegante residencia, que luego se llamó Broadway House y fue conocida durante muchos años como la sede del Partido Whig. El edificio fue demolido y el enorme edificio de hierro fundido de estilo renacentista francés que se encuentra allí hoy fue construido en 1900 por el arquitecto John Correja para George Bliss y J. Cossitt, propietarios de la importadora de encajes Mills & Gibbs.
Mills & Gibb permaneció en el edificio hasta 1910, cuando la empresa se trasladó al norte de la ciudad. 462 Broadway también fue una vez el hogar de Women Make Movies, fundada en 1972. Desde los años 1980 está ocupado por el International Culinary Center.